# Фриульская марка
Маркграфство Фриульское или Фриульская марка (фр. Marche de Frioul, итал. Marca del Friuli) — каролингская пограничная марка в Франкской империи, которая была образована на землях бывшего лангобардского Фриульского герцогства в IX веке и использовалась для защиты от аваров и для проведения политики экспансии в землях славян. Столица — город Фриуль (ныне — Чивидале-дель-Фриули).
В 774 году Карл Великий, завоевав королевство лангобардов, позволил лангобардским, а позднее франкским герцогам править Фриульским герцогством, к которому он добавил земли Паннонии. Герцогство служило защитой от набегов аваров и хорватов. После смещения герцога Балдрика в 827 году герцогство было разделено на 4 маркграфства (Фриульское, Истрийское, Виндицкое и Крайнское). В 846 году эти графства оказались под властью представителя швабского рода Унрошидов Эбергарда, маркграфа Фриульского, который использовал титул герцога (dux), тогда как его преемники называли себя маркграфами (лат. marcһіо). В 887 году маркграф Беренгар был избран королём Италии. После его смерти в 924 году новый король Гуго Арльский не назначил нового маркграфа, а территория маркграфства вошла в состав Веронской марки.